# 1500
1500（千五百、せんごひゃく）は自然数、また整数において、1499の次で1501の前の数である。

## 性質
- 1500は合成数であり、約数は1, 2, 3, 4, 5, 6, 10, 12, 15, 20, 25, 30, 50, 60, 75, 100, 125, 150, 250, 300, 375, 500, 750, 1500である。
  - 約数の和は4368。
- 324番目のハーシャッド数である。1つ前は1494、次は1503。
  - 6を基とする28番目のハーシャッド数である。1つ前は1410、次は2004。
- 1500 = 102 + 112 + 122 + 132 + 142 + 152 + 162 + 172
  - 8連続自然数の平方和とみたとき10番目の数である。1つ前は1292、次は1724。(オンライン整数列大辞典の数列 A276026)
- n = 1500 のとき n と n − 1 を並べた数を作ると素数になる。n と n − 1 を並べた数が素数になる135番目の数である。1つ前は1482、次は1504。(オンライン整数列大辞典の数列 A054211)
- 1500 = 402 − 100
  - n = 40 のときの n2 − 100 の値とみたとき1つ前は1421、次は1581。(オンライン整数列大辞典の数列 A120071)
- 約数の和が1500になる数は2個ある。(998, 1499) 約数の和2個で表される93番目の数である。1つ前は1484、次は1572。
- 各位の和が6になる49番目の数である。1つ前は1410、次は2004。
  - 各位の和が完全数になる49番目の数である。1つ前は1410、次は1999。（オンライン整数列大辞典の数列 A217747）

## その他 1500 に関連すること
- 西暦1500年
- 紀元前1500年
- 1500メートル競走は陸上競技種目の一つである。
- SIMPLE1500シリーズは1500円のゲームソフトシリーズ。
- 多くの小型自動車の排気量に用いられる。
- 麻雀で、親の最低の点数は大半のルールで1500点である。
- 1500系（曖昧さ回避のページ）- 鉄道車両の形式など。